# ژرمن اوسی
ژرمن اوسی (فرانسوی: Germaine Aussey‎؛ ‏ ۱۸ دسامبر ۱۹۰۹ – ۱۵ مارس ۱۹۷۹) بازیگر اهل فرانسه بود.
از فیلم‌هایی که وی در آنها نقش داشته‌است می‌توان به ورای عشق و آزادی از آن ماست اشاره کرد.